# Clare Nordenson
Clare Nordenson, född Lagercrantz den 14 juni 1891 i Stockholm, död 26 april 1978, var ordförande i Svenska Röda Korset 1960–1961.
Nordenson var dotter till envoyén Herman Lagercrantz och Hedvig Croneborg. Hon gifte sig 1914 med kemisten Harald Nordenson och var mor till Jonas Nordenson och Ulf K. Nordenson.
Nordenson ärvde av sin far ett socialt engagemang som präglade hennes liv, och hon ägnade sig åt många humanitära, kyrkliga och kulturella frågor. År 1954 blev hon vice ordförande i Svenska Röda Korset, och 1960–1961 var hon dess ordförande. Hon var även aktiv inom bland annat högerpartiet och Svenska bibelsällskapet.
Makarna Nordenson är begravda på Turinge kyrkogård.